# Litauische Schweiz
Die Litauische Schweiz ist eine historische Bezeichnung für ein malerisches Gebiet nahe der Memel im nördlichen Ostpreußen, das als Preußisch Litauen bekannt war.

## Geographie und Geologie
Die Litauische Schweiz bezeichnet ein Gebiet des Memeldurchbruchs oberhalb Ragnits (heute Neman) bei Obereißeln (heute: Gorino). Hier bilden die Erhebungen des Willkischker Höhenzugs und des Obereißelner Höhenzugs zerschluchtete und mit Laubwald bewachsene Kerbtälchen zur Talaue der Memel hinab. Geologisch liegt das Gebiet im Zuge der Samländischen Endmoränenlage.
Die Litauische Schweiz fand Niederschlag in den Gedichten von Johannes Bobrowski.